# Jardim Panorama (São Lucas)
Jardim Panorama é um bairro localizado na zona sudeste da cidade de São Paulo, situado no distrito do São Lucas. É administrado pela Subprefeitura de Vila Prudente.